# Łoje (powiat przasnyski)
Łoje – wieś w Polsce położona w województwie mazowieckim, w powiecie przasnyskim, w gminie Krzynowłoga Mała. Ma status sołectwa.
W latach 1975–1998 miejscowość należała administracyjnie do województwa ostrołęckiego.
Znajduje się tu zbiornik retencyjno-rekreacyjny o pow. 4,40 ha.
Łoje jest to nazwa rodowa od imienia Łoj, które z kolei pochodzi od prasłowa łoj oznaczającego bielidło, maść. Czasami łojami nazywano miejsca zatopione i zalane.